# Пёркёльт
Пёркёльт (венг. pörkölt) — один из способов приготовления тушёного мяса в венгерской кухне. В отличие от паприкаша, в нём не используется сметана. Отделённое от костей мясо (говядина, свинина, баранина, курятина, печень и иногда рубец) слегка обжаривается, а затем тушится в течение часа в соусе со сладкой паприкой, обжаренным луком и салом, иногда с добавлением чеснока и зелёного перца. Вода добавляется в объёме мяса. В качестве гарнира к пёркёльту часто используется картофель; иногда его добавляют непосредственно в блюдо в процессе приготовления. Другим популярным гарниром к пёркёльту является тархоня. В степной пёркёльт из говядины обязательно добавляют майоран. Пёркёльт из телятины выступает начинкой для фаршированных блинчиков по-хортобадьски.